# Azim Premji

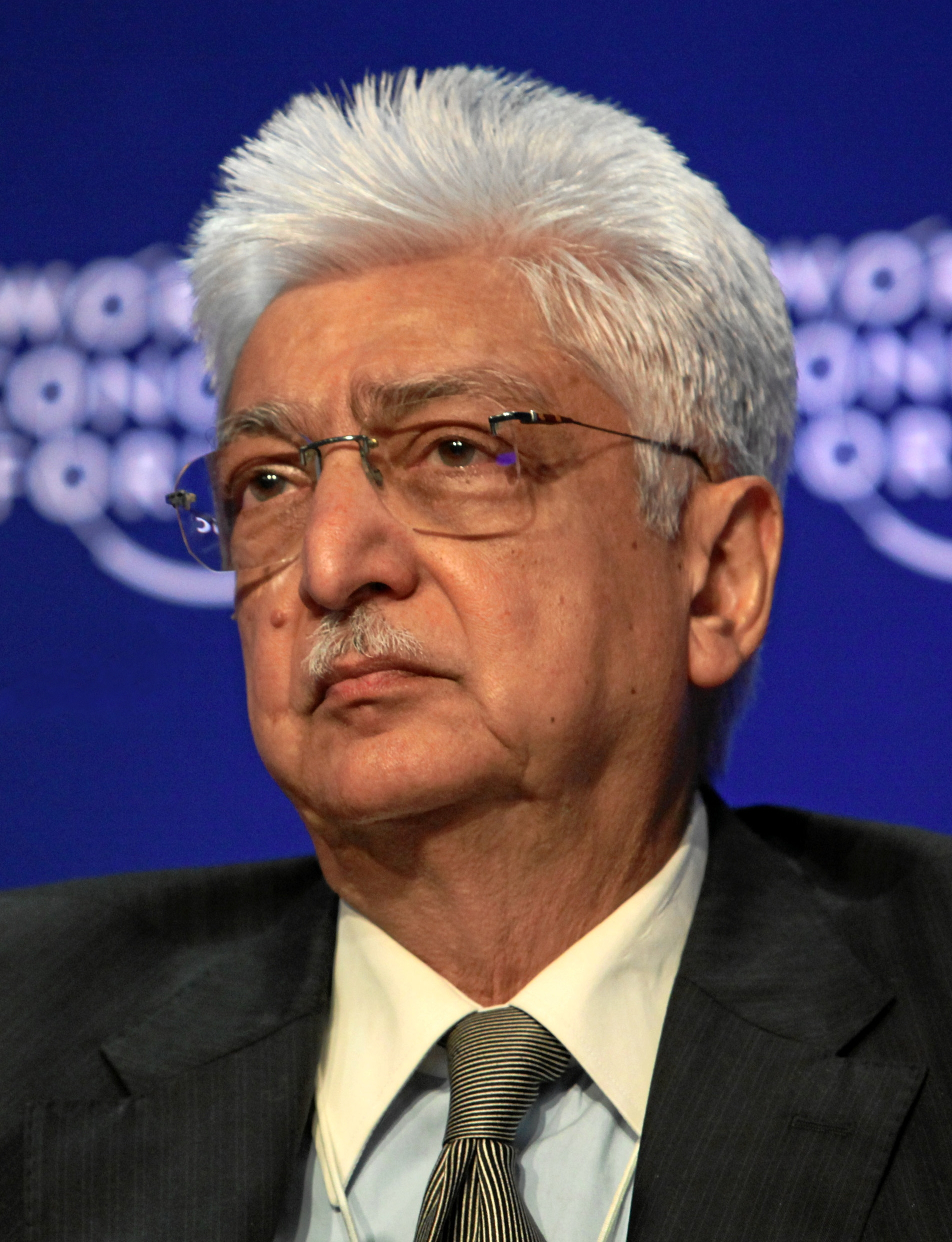
Azim Premji – Weltwirtschaftsforum

Azim Premji (* 24. Juli 1945 in Bombay) ist ein indischer Unternehmer. Er zählt zu den reichsten Personen Indiens.
Premji ist schiitischer Muslim und gehört der indischen Ethnie der Gujarati an. Er studierte an der Stanford University im Grundstudium Ingenieurwesen, als er 1966 vom plötzlichen Tod seines Vaters erfuhr und daraufhin das familieneigene Pflanzenölunternehmen übernahm. Unter seiner Führung expandierte sein Unternehmen Wipro ins Softwaregeschäft und ist heute der weltgrößte unabhängige Anbieter von Forschung und Entwicklung sowie Indiens größter Outsourcinganbieter.
2015 stand Premji auf der vom Forbes Magazine jährlich veröffentlichten Liste der reichsten Menschen der Welt mit einem Privatvermögen von 19,1 Milliarden Dollar auf Platz 48. 2022 betrug sein Vermögen 9,8 Milliarden Dollar.
Premji ist verheiratet und hat zwei Söhne. Seine wohltätige Stiftung, die Azim Premji Foundation, will die Schulausbildung in Indien fördern und verbessern. 2005 wurde er mit dem Padma Bhushan, 2011 mit dem Padma Vibhushan ausgezeichnet.
Seit 2020 kursieren deutschsprachige Scam-Mails, in denen angeblich in Premjis Namen den Empfängern hohe Geldsummen versprochen werden. Premjis tatsächliche Stiftung warnt vor diesen Scam-Mails.